# Nonito Donaire
Nonito Donaire (* 16. November 1982 in Talibon, Bohol) ist ein philippinischer Profiboxer, der bisher Weltmeister im Fliegengewicht (IBF), Bantamgewicht (WBO, WBC, WBA), Superbantamgewicht (WBO, IBF) und Federgewicht (WBA) werden konnte.

## Persönliches
Nonito Donaire ist auf den Philippinen geboren und kam im Alter von zehn Jahren mit seiner Familie in die USA. Er hat zwei Brüder und eine Schwester; sein älterer Bruder Glenn Donaire (* 1979) war ebenfalls Boxer und zweifacher WM-Herausforderer der IBF. Sein Cousin Arvin Jugarap ist Cutmen in seiner Ringecke. Trainiert wurde er von seinem Vater Nonito Donaire senior und später von dem amerikanischen Boxtrainer Robert Garcia. Der ehemalige Profiboxer Richard Donaire ist sein Cousin.
Am 8. August 2008 heiratete er Rachel Marcial, eine ehemalige Kampfsportlerin (Taekwondo).

## Amateurkarriere
Er begann im Alter von elf Jahren mit dem Amateurboxsport und bestritt 76 Kämpfe im Halbfliegengewicht, von denen er 68 gewann. Seine größten Erfolge;
- 1998: 1. Platz bei den National Silver Gloves in den USA
- 1999: 1. Platz bei den International Junior Olympics in Mexiko
- 2000: 1. Platz bei den US-amerikanischen Meisterschaften in Colorado Springs
- 2000: 1. Platz bei den National Junior Olympics in Michigan, Finalsieg gegen James Kirkland
- 2000: 2. Platz bei der US-amerikanischen Olympiaqualifikation in Florida, umstrittene Finalniederlage gegen Brian Viloria (6:8)

## Profikarriere
Donaire bestritt am 22. Februar 2001 in Kalifornien seinen ersten Profikampf, bei dem er den Mexikaner José Lázaro durch K. o. in der ersten Runde bezwingen konnte. In seinem zweiten Profikampf erlitt er dann allerdings seine erste Niederlage, als er nach Punkten dem Amerikaner Rosendo Sanchez unterlag. Bis zu seiner ersten WM-Chance bestritt er 16 weitere Kämpfe, die er alle gewinnen konnte. Dabei wurde er im Fliegengewicht Meister des asiatisch-pazifischen Raumes der WBO und im Superfliegengewicht, Nordamerikanischer Meister der NABF.
Am 7. Juli 2007 boxte er als Außenseiter um die IBF-Weltmeisterschaft im Fliegengewicht gegen den armenischen Titelträger Vic Darchinyan (Kampfbilanz: 28-0, 24 vorzeitig). Dabei gewann Donaire überraschend durch t.K.o. in der fünften Runde, nachdem er Darchinyan durch einen linken Haken am Kinn getroffen hatte. Der Niederschlag wurde von The Ring zum Knockout des Jahres, der Kampf selbst zur Überraschung des Jahres gewählt.
Seine erste Titelverteidigung bestritt Donaire am 1. Dezember 2007 gegen Luis Maldonado (35-2) und gewann durch t.K.o. in der achten Runde. Anschließend verteidigte er den Titel noch am 1. November 2008 durch t.K.o. in der sechsten Runde gegen den Südafrikaner Moruti Mthalane (23-1) und am 19. April 2009 durch t.K.o. in der vierten Runde gegen den US-Amerikaner Raúl Martínez (24-0). Anschließend legte er den Titel nieder um wieder im Superfliegengewicht zu boxen.
Am 15. August 2009 kämpfte er um den interimen WM-Titel der WBA gegen Rafael Concepcion (13-3) aus Panama. Donaire gewann diesen Kampf durch eine einstimmige Punktentscheidung. Nach weiteren Siegen gegen Manuel Vargas (27-4), Hernán Márquez (27-1) und Wladimir Sidorenko (22-2), erhielt er am 19. Februar 2011 in Las Vegas einen Kampf um die WM-Titel der WBC und WBO im Bantamgewicht. Dabei siegte Donaire erneut überraschend durch t.K.o. in der zweiten Runde gegen den mexikanischen Titelträger Fernando Montiel (44-2). In der zweiten Runde nahm Donaire absichtlich eine Gerade von Montiel, um selber mit einem krachenden linken Schwinger zu kontern. Es verfehlte seine Wirkung nicht, Montiel musste schwer zu Boden und konnte sich nur mit allerletzter Mühe aufrappeln. Der Kampf wurde noch einmal freigegeben, allerdings war Montiel so angeschlagen, dass er beim ersten Schlag Donaires aus dem Kampf genommen wurde. Der Niederschlag wurde erneut von The Ring zum K. o. des Jahres gewählt.
Beide Titel verteidigte er am 22. Oktober 2011 einstimmig nach Punkten gegen Omar Andrés Narváez (35-0). Nach diesem Kampf stieg er ins Superbantamgewicht auf und besiegte dort am 4. Februar 2012 Wilfredo Vázquez junior (21-1) nach Punkten, was ihm den vakanten WM-Gürtel der WBO einbrachte. Am 7. Juli 2012 gewann er zusätzlich noch die IBF-WM, nachdem er Jeffrey Mathebula (26-3) bezwungen hatte. Anschließend gewann er noch jeweils vorzeitig gegen Toshiaki Nishioka (39-4) und Jorge Arce (61-6).
Am 13. April 2013 boxte er in New York gegen den Kubaner Guillermo Rigondeaux (11-0), der bei den Amateuren zweimal Olympiasieger und zweimal Weltmeister geworden war. Dabei verlor Donaire einstimmig nach Punkten. Im November 2013 gewann er den Rückkampf gegen Vic Darchinyan durch t.K.o. in der neunten Runde. Ende Mai 2014 gewann er den WBA-Super-WM-Titel im Federgewicht durch eine technische Entscheidung in Runde 4 gegen Simpiwe Vetyeka (26-2). Durch einen unabsichtlichen Kopfstoß erlitt Donaire eine Cutverletzung, die zum Abbruch des Kampfes und Auswertung der Punktezettel zur Folge hatte, auf denen Donaire in Führung lag.
Den WBA-Titel verlor er schließlich am 18. Oktober 2014 durch eine t.K.o.-Niederlage in der sechsten Runde an Nicholas Walters (24-0). Nach vorzeitigen Siegen gegen William Prado (22-4) und Anthony Settoul (20-3), erhielt er eine WBO-Titelchance im Superbantamgewicht. Er gewann dabei im Dezember 2015 gegen Cesar Juarez (17-3) einstimmig nach Punkten.
Seine erste Titelverteidigung gewann er im April 2016 vorzeitig gegen Zsolt Bedák (25-1), ehe er den WM-Titel im November 2016 durch Punktniederlage an Jessie Magdaleno (23-0) verlor.
Im April 2018 verlor er gegen Carl Frampton (24-1) beim Kampf um die Interims-WM der WBO. Dafür gewann er am 3. November 2018 den WBA-Weltmeistertitel im Bantamgewicht durch einen vorzeitigen Sieg gegen Ryan Burnett (19-0) und verteidigte den Gürtel im April 2019 gegen Stephon Young (18-1). Bei einer Titel-Vereinigung verlor er im November 2019 gegen den IBF-Weltmeister Naoya Inoue (18-0).
Am 29. Mai 2021 besiegte er Nordine Oubaali (17-0) durch K. o. in der vierten Runde und wurde WBC-Weltmeister im Bantamgewicht.

## Ehrungen
- 2007: Wahl zum herausragendsten Boxer des Jahres durch die World Boxing Hall of Fame (WBHF).
- 2008 kürte die Philippine Sportswriters Association (PSA) Donaire zusammen mit dem Schwimmer Miguel Molina zum Sportler des Jahres.
- 2012: Wahl zum Boxer des Jahres durch die Boxing Writers Association of America (BWAA), ESPN.com und der World Boxing Organization (WBO).